# CDOSYS
CDOSYS är en programtillämpning i Microsoft Windows Exchange Server som gör det möjligt att skapa och hantera meddelande och samarbetsprojekt. CDO står för Collaboration Data Objects. Den har ersatt CDONTS.